# Федорівська сільська рада (Добровеличківський район)
| Федорівська сільська рада — колишній орган місцевого самоврядування у Добровеличківському районі Кіровоградської області з адміністративним центром у с. Федорівка. Сільській раді підпорядковані населені пункти: - с. Федорівка - с. Новомихайлівка - с. Показове - с. Попівка |

## Склад ради
Рада складається з 14 депутатів та голови.

### Керівний склад ради
| ПІБ                          | Основні відомості                                                 | Дата обрання | Дата звільнення |
| ---------------------------- | ----------------------------------------------------------------- | ------------ | --------------- |
| Тарадай Сергій Володимирович | Сільський голова, 1975 року народження, освіта, безпартійний      | 26.03.2006   | 31.10.2010      |
| Тарадай Сергій Володимирович | Сільський голова, 1975 року народження, освіта вища, безпартійний | 31.10.2010   |                 |

Примітка: таблиця складена за даними джерела

## Населення
Згідно з переписом УРСР 1989 року чисельність наявного населення села становила 787 осіб, з яких 360 чоловіків та 427 жінок.
За переписом населення України 2001 року в селі мешкало 716 осіб.

### Мова
Розподіл населення за рідною мовою за даними перепису 2001 року:
| Мова       | Відсоток |
| ---------- | -------- |
| українська | 96,12 %  |
| російська  | 1,94 %   |
| молдовська | 1,11 %   |
| білоруська | 0,83 %   |